# Øve os på hinanden
«Øve os på hinanden» (с дат. — «Тренируйтесь друг с другом») — песня датской группы Fyr & Flamme, с которой представлял Данию на конкурсе песни «Евровидение-2021» в Роттердаме, Нидерланды.

## Евровидение
Эта песня была выбрана для представления Дании на конкурсе песни «Евровидение-2021» после победы на Гран-при Dansk Melodi, музыкальном конкурсе Dansk Melodi Grand Prix, который отбирает датские заявки на участие в конкурсе песни «Евровидение». В полуфинале конкурса 2021 года был представлен тот же состав стран, который был определен жеребьевкой полуфинала конкурса 2020 года. Дания выступила во втором полуфинале, состоявшийся 20 мая 2021 года, и выступила во второй половине шоу. Они не смогли пройти в финал конкурса.

## Чарты
| Чарт (2021)           | Высшая позиция |
| --------------------- | -------------- |
| Denmark (Tracklisten) | 1              |